# Glypta imitator
Glypta imitator är en stekelart som beskrevs av Dasch 1988. Glypta imitator ingår i släktet Glypta och familjen brokparasitsteklar. Inga underarter finns listade i Catalogue of Life.